# Phylica salteri
Phylica salteri är en brakvedsväxtart som beskrevs av Neville Stuart Pillans. Phylica salteri ingår i släktet Phylica och familjen brakvedsväxter. Inga underarter finns listade i Catalogue of Life.